# لغة الحب (فلم)
لغة الحب هو فيلم مصري من إخراج زهير بكير  وبطولة ناهد شريف، أحمد رمزي، سيف عبد الرحمن، محمود المليجي ومشيرة إسماعيل، صدر الفيلم في 15 أبريل 1974.

## نبذة
يعجب حسن بتريزا الراقصة بإحدى الفرق البولندية الزائرة لمصر وتقع في حبه. تعده بأن تحصل له على منحة دراسية في وارسو ، يعترض حسن على رغبة والده في أن يتزوج من ابنة عمه ناهد التي تحب جارها محمود. تصله من تريزا دعوة لزيارة بولندا. يفشل في الحصول على المنحة الدراسية. يتزوج تريزا ويعود بها إلى مصر.

## طاقم العمل
- ناهد شريف بدور ناهد
- أحمد رمزي بدور المهندس محمود
- سيف عبد الرحمن بدور حسن
- محمود المليجي بدور والد حسن
- مشيرة إسماعيل بدور زميلة حسن
- ايرين كارل بدور الفتاة الأمريكية
- باربارة كارسكا بدور الفتاة البولندية

## وصلات خارجية
- مقالات تستعمل روابط فنية بلا صلة مع ويكي بيانات